# Brenat
Brenat är en kommun i departementet Puy-de-Dôme i regionen Auvergne-Rhône-Alpes i centrala Frankrike. Kommunen ligger i kantonen Sauxillanges som tillhör arrondissementet Issoire. År 2022 hade Brenat 629 invånare.

## Befolkningsutveckling
Antalet invånare i kommunen Brenat
| Referens: INSEE |